# Jean Damascène Bimenyimana
Jean Damascène Bimenyimana (* 22. Juni 1953 in Shangi, Ruanda; † 11. März 2018 auf dem Kanombe Airport, Kigali) war ein ruandischer Geistlicher und römisch-katholischer Bischof von Cyangugu.

## Leben
Jean Damascène Bimenyimana empfing am 6. Juli 1980 das Sakrament der Priesterweihe für das Bistum Nyundo.
Am 2. Januar 1997 ernannte ihn Papst Johannes Paul II. zum Bischof von Cyangugu. Der emeritierte Bischof von Nyundo, Wenceslas Kalibushi, spendete ihm am 16. März desselben Jahres die Bischofsweihe; Mitkonsekratoren waren der emeritierte Bischof von Butare, Frédéric Rubwejanga, und der Erzbischof von Kigali, Thaddée Ntihinyurwa.
Bischof Bimenyimana hielt sich mehrfach in Österreich und Deutschland auf. In seiner Diözese errichtete er nach den Erfahrungen des Völkermords in seinem Land im Jahr 1994 und unter dem Eindruck einer Reise nach Međugorje ein marianisches Gebetszentrum zu Ehren der Königin des Friedens.
Bimenyimana litt zuletzt an einer Krebserkrankung. Nach einer letzten Behandlung in Nairobi wurde er am 11. März 2018 entlassen und nach Kigali ausgeflogen, wo er kurz nach der Ankunft starb.